# Тагыл
Тагыл — жертвенник, артефакт сооружаемый из плоских камней, коренным населением Алтая, при проведении календарных обрядов, народных праздников, в особых значимых сакральных местах. Входит в список объектов нематериального культурного наследия Республики Алтай.

## Происхождение термина
Алтайское слово тагыл этимологически связано с монг. тахил — жертвоприношение, обряд жертвоприношения; монг. тахил табиха — приносить в жертву, приносить дары. В процессе взаимного культурного обмена произошел сдвиг лексического значения. В алтайском языке, это слово теперь означает не жертвенные подношения, но сами алтари, сооружаемые для коллективных обрядов, являющиеся символом места, где живёт дух-хозяин определённой территории.

## Значения термина
Следует заметить, что значения термина описанные в литературе имеют различные нюансы, обусловленные временем написания текста и местом которое описывается. Локальные различия касаются формы, порядка проведения обряда. Древний шаманский обряд в некоторых районах и группах населения испытал на себе сильное воздействие бурханизма, что так же наложило свой отпечаток.
Сегодня термин тагыл имеет несколько значений:
1. небольшой алтарь у огня;
2. сложенное из камней сооружение, в данном значение синоним слова кӱре;
3. место в котором совершают обрядовые действия;[5]

## Виды тагылов

### жертвенный столик
Сделанный из берёзовых чурбачков столик помещается у входа в аил или внутри от входа направо, может также устанавливаться в переднем углу под ак-яиком, на этих чурбачках сжигают ветки вереска или арчина. Так же здесь может стоять чашка — адьях из которой особой ложечкой совершается обряд возлияния и кропления молоком и аракой. На тагыле могут храниться фигурки жертвенных животных, сделанные из толкана или сыра-курута.
В коллекции Кунсткамеры имеется образец жертвенного столика, с нанесенным на него резным символическим рисунком. В 1915 году, его привезли со средней Катуни. Жертвенный стол имеет 4-е ножки и столешницу размером 17 см на 14,5 см. Описаны жертвенники в виде шкафа высотой до 110 см.

### алтарь из дикого камня
Могут быть одиночным сооружением, но чаще устанавливаются группами в составе культовых комплексов — кӱре. Делается из дикого камня, как правило в виде башенки правильной квадратной, прямоугольной или цилиндрической формы. Количество тагылов в одном месте может быть различно, описаны сооружения в 6, 7, 10 и 12 жертвенников. Каждый комплекс имеет свою архитектуру и набор артефактов. Тагылы-алтари посвящают почитаемым горам Алтая, в основание таких тагылов кладутся камни взятые от таких гор. 
Атрибутом каждого тагыла является — саҥ-таш (жертвенный камень). На него кладётся принесённая в жертву духам белая пища (мучная и/или молочная), на нём воскуряют веточки арчина.
Перед началом молебна, участники омывают руки и лицо освященной водой с можжевельником. Принесённые жертвенные веточки привязываются к веткам берёзы или других деревьев, потом вслед за исполнителем обряда (jарлыкчы), несколько раз со сложенными руками обходят по солнцу тагыл, произнося молитвы.

### место проведения обряда
Тагил типологически схож с сооружениями типа Обо, которые широко представлены на всём пространстве Центральной Азии. Различия лежат в представлениях о распределении функций. Обо устанавливается на значимых, особых местах: дорога, перевал и т. д. Тагыл же — связан с совершением два раза в год обряда поклонения Алтаю. Весенний — jажыл бÿÿр и осенний — сары бÿÿр.
Форма святилища может менять форму в зависимости от ландшафта местности и от исторически сложившейся культурной общности. На севере алтая, это часто строения в виде шалаша из хвороста, в южных районах, это как правило сооружения их камня.
В таком контексте тагыл — это не только совокупность алтарей, но вся гора целиком, всё то место на котором располагается святилище. Объединяющем фактором различных по конструкции святилищ, как правило является шест, с флагом (мааны) воткнутый в центральный тагыл. В северной части, всегда установлена коновязь (чакы).

## Галерея

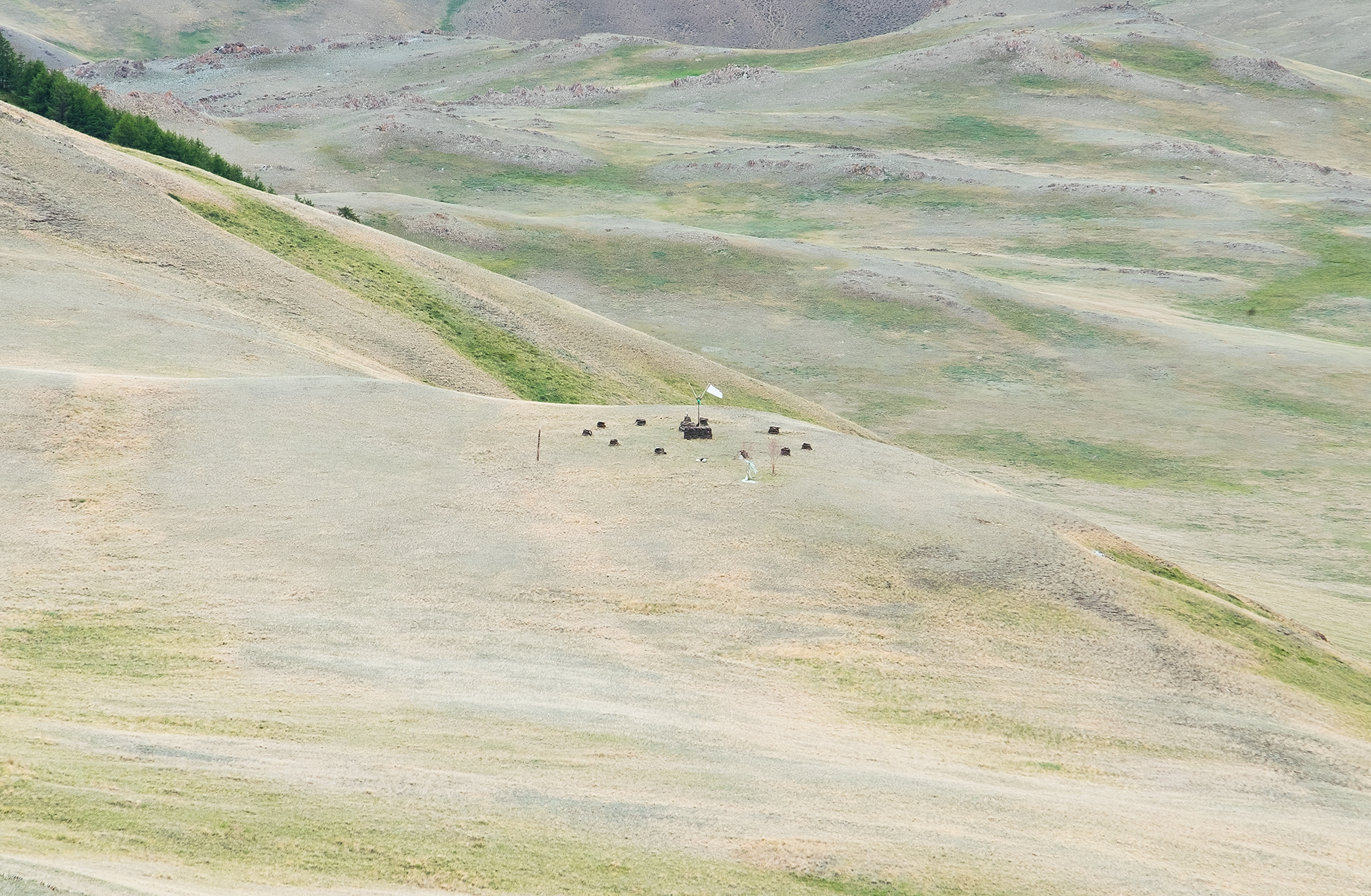
Группа тагылов в составе комплекса. Южный Алтай. Коновязь с северной стороны.
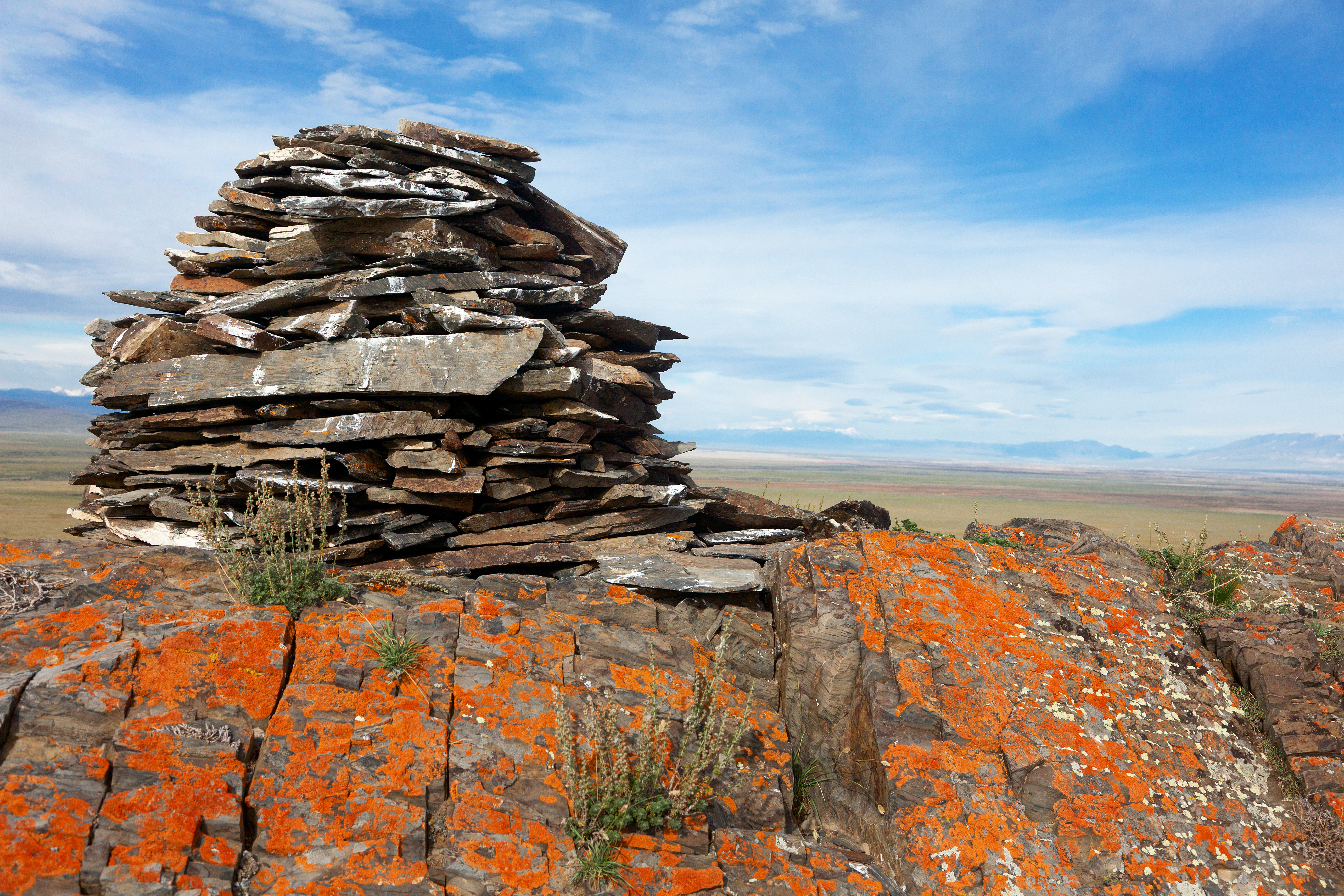
Небольшой одиночный тагыл на скале. Долина Боро-Бургазы
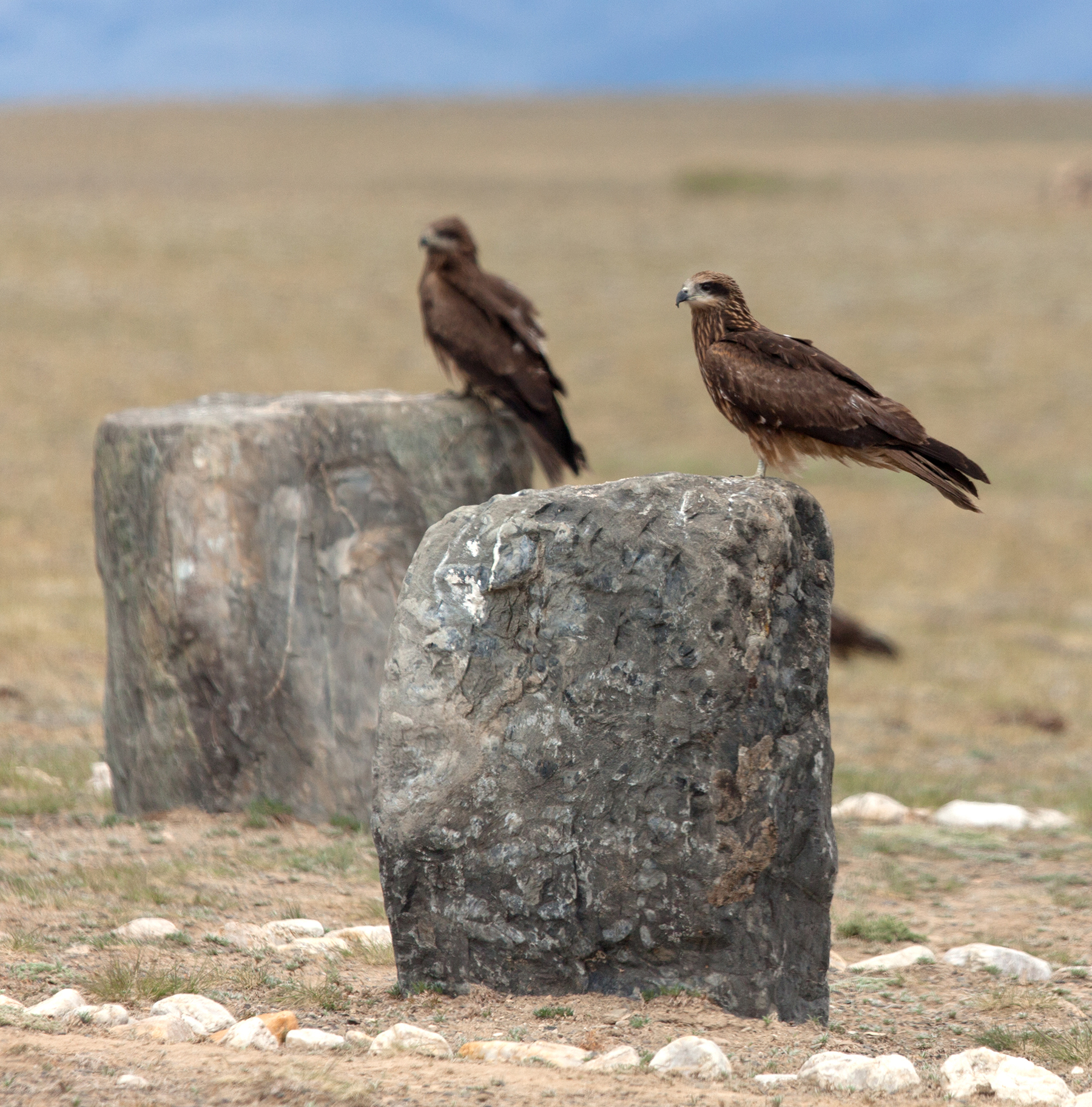
Жертвенник из целого камня. с Ортолык
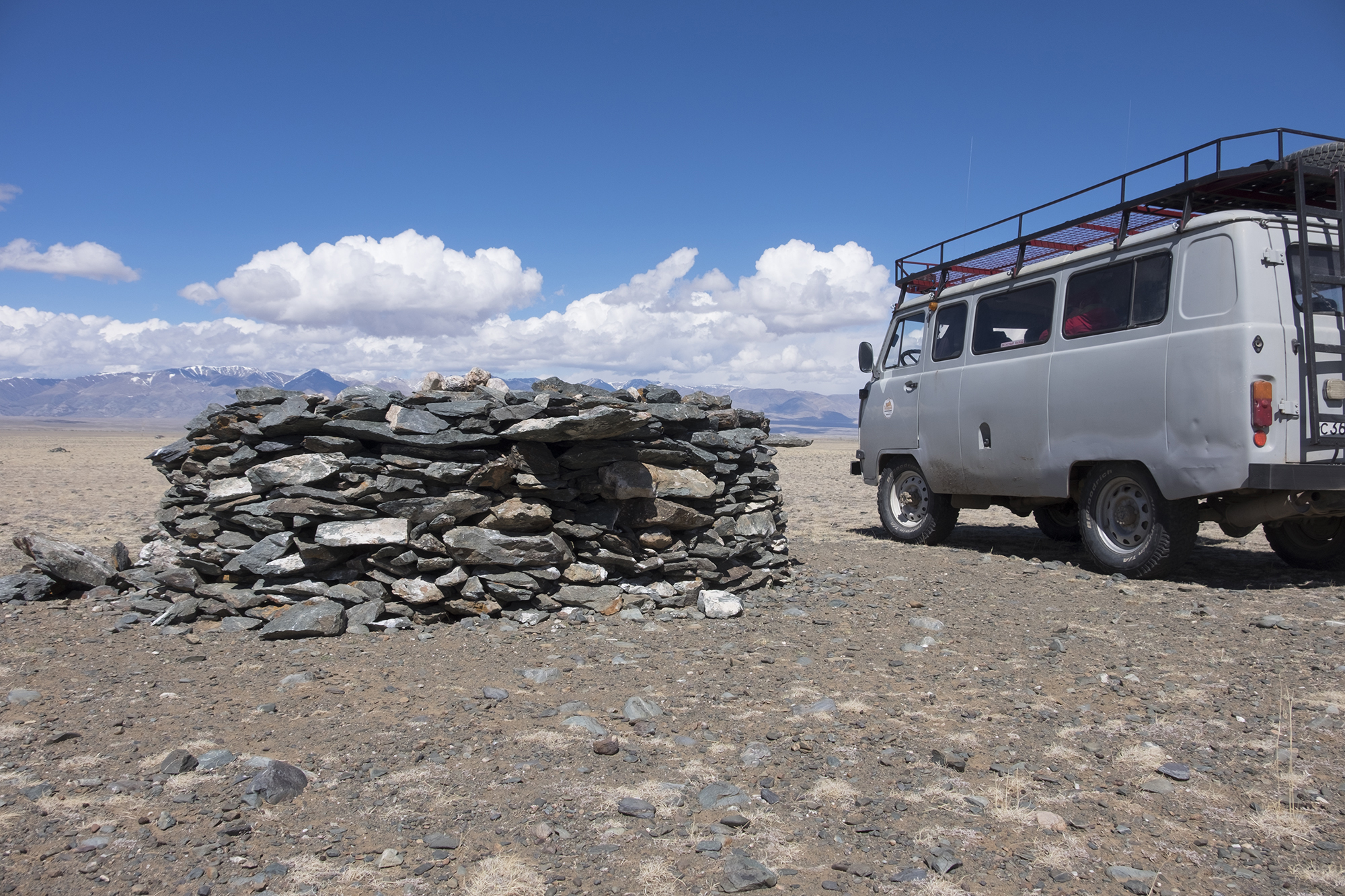
Большой одиночный тагыл с четырьмя саҥ-таш по сторонам света и один в центре
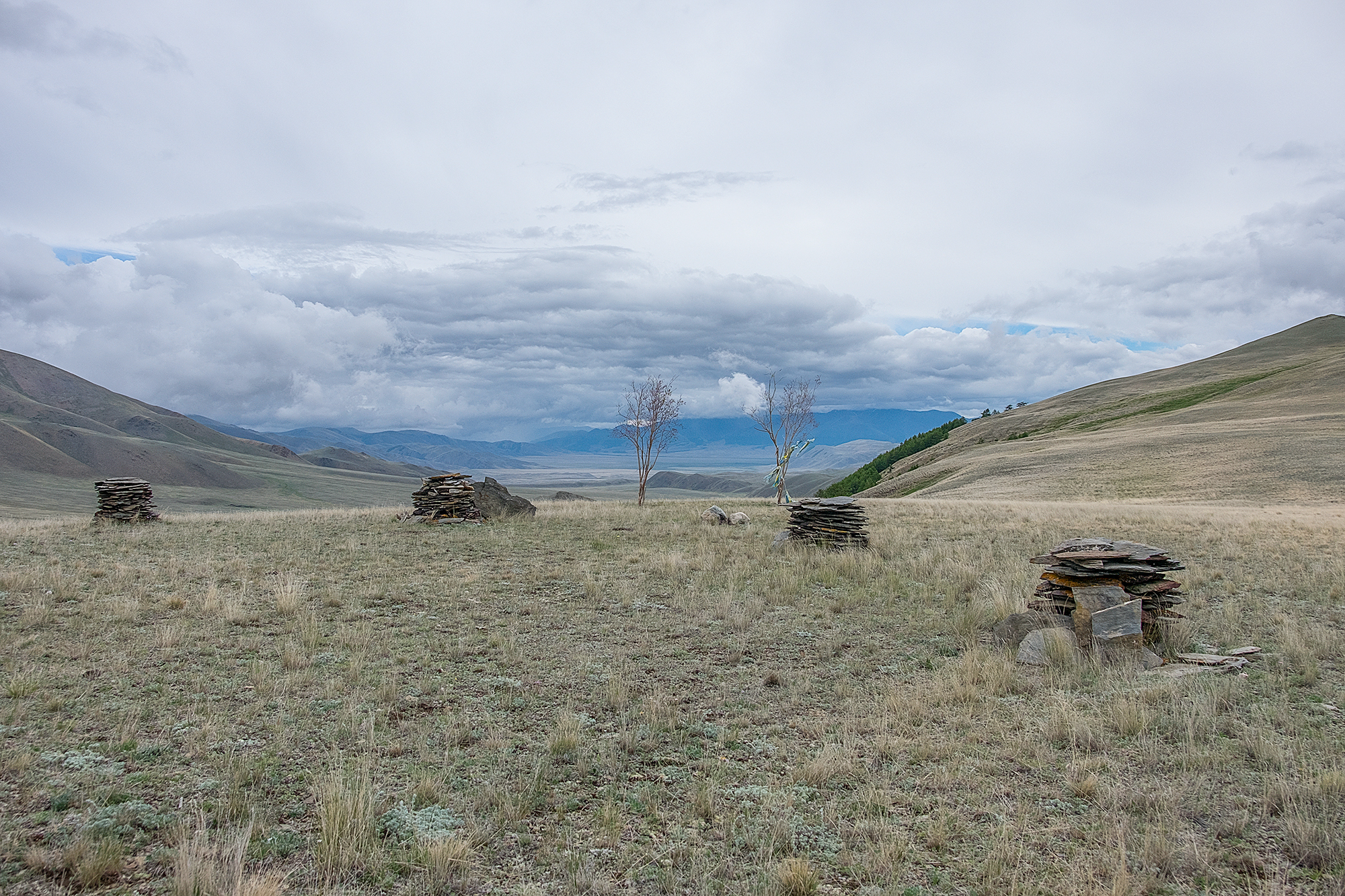
Небольшие тагылы в комплексе
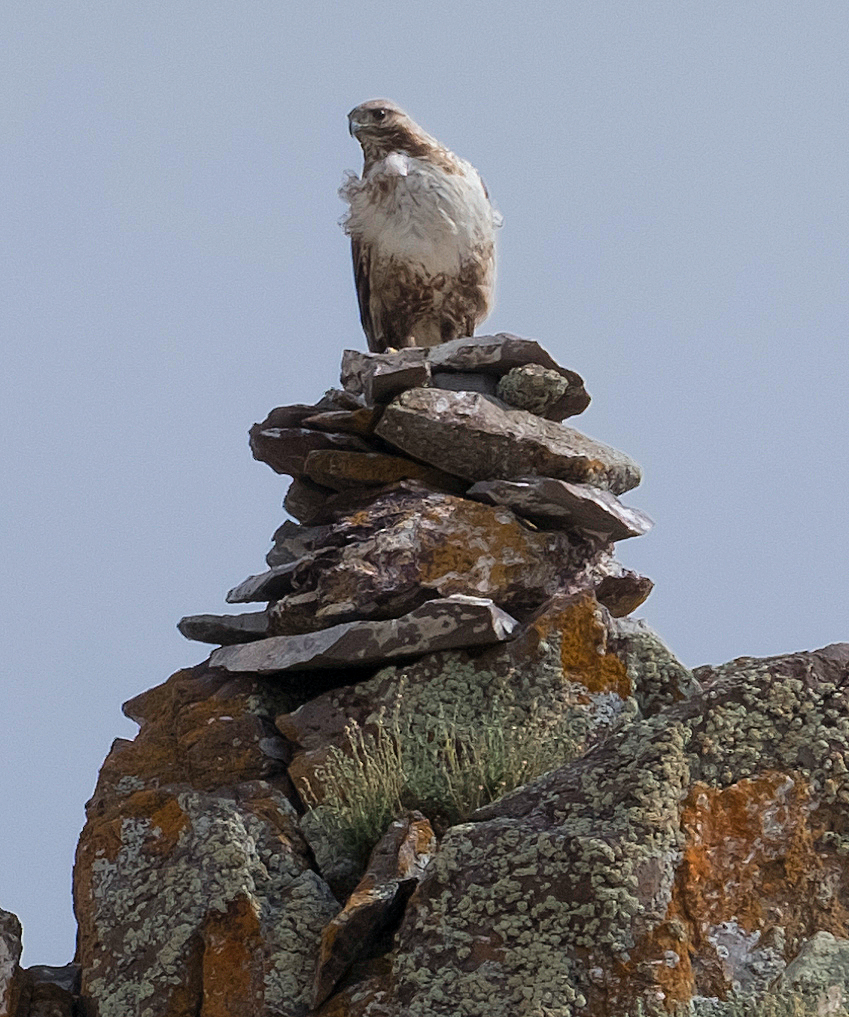
Хищная птица на тагыле возле гнезда